# Distretto di Guadalupito
Il distretto di Guadalupito è uno dei tre distretti della provincia di Virú, in Perù. Si trova nella regione di La Libertad e si estende su una superficie di 404,72  chilometri quadrati.

Istituito il 4 gennaio 1995, ha per capitale la città di Guadalupito e contava 5.917  abitanti nel censimento del 2005.